# Immeuble, 10 rue Victor-et-Hélène-Basch (Bourg-en-Bresse)
L'immeuble au 10 rue Victor-et-Hélène-Basch est un immeuble de Bourg-en-Bresse dans l'Ain.

## Protection
Les façades et toitures sur la première cour font l’objet d’une inscription au titre des monuments historiques depuis le 28 juillet 1947 et le puits de la deuxième cour fait l'objet d'une inscription depuis le 17 février 1982. 